# Skyrmió
En física teòrica de partícules, l'skyrmió és una partícula hipotètica relacionada originalment amb els barions. Va ser proposta pel físic nuclear Tony Skyrme com una superposició quàntica de barions i estats ressonants hadrònics per a explicar algunes propietats de la matèria nuclear.
Els skyrmions com a objectes topològics són també importants en física de l'estat sòlid, especialment en la tecnologia emergent d'espintrònica. S'ha proposat, però no provat definitivament, l'existència de skyrmions en estats de condensats de Bose-Einstein, en superconductors, en pel·lícules magnètiques primes i en cristalls líquids quirals nemàtics.

## Definició matemàtica
En teoria de camps, els skyrmions són solucions clàssiques no-trivials homotòpiques d'un model-sigma no-lineal, i.e. són solitons topològics. Un exemple té lloc en models quirals de mesons, on la varietat del model-sigma és un espai homogeni del grup d'estructura
{\displaystyle \left({\frac {SU(N)_{L}\times SU(N)_{R}}{SU(N)_{\text{diag}}}}\right)}
on SU(N)L i SU(N)R són les parts esquerres i dretes de la matriu del grup unitari especial SU(N), i SU(N)diag és el subgrup diagonal.
Si l'espaitemps té la topologia S3×R, les configuracions clàssiques poden ser classificades pel seu nombre integral de bobinatge car el tercer grup d'homotopia
{\displaystyle \pi _{3}\left({\frac {SU(N)_{L}\times SU(N)_{R}}{SU(N)_{\text{diag}}}}\cong SU(N)\right)}
és equivalent a l'anell d'enters, amb el signe de congruència referit a l'homeomorfisme.
Un terme topològic pot ser afegit al lagrangià quiral, la integral del qual depèn només de la classe d'homotopia. Aquest fet resulta en sectors de superselecció del model quantitzat. Un skyrmió pot ser aproximat per un solitó de l'equació de Sinus-Gordon. Després de la quantització, via l'ansatz de Bethe o altrament, es converteix en un fermió que interacciona segons el model de Thirring massiu.